# Canadian Pacific Limited
Die Canadian Pacific Limited wurde 1971 gegründet, um die verschiedenen Geschäftsbereiche der Canadian Pacific Railway zu übernehmen, die nichts mit dem eigentlichen Betrieb einer Eisenbahn zu tun haben. Das Unternehmen wurde 2001 aufgelöst, als fünf eigenständig operierende Gesellschaften, darunter die Canadian Pacific Railway Limited, gegründet wurden.

## Geschichte
Die Canadian Pacific Railway war Ende der 1960er Jahre neben dem Schienenverkehr auch in anderen Wirtschaftsbereichen tätig. Um dieser Entwicklung Rechnung zu tragen, wurde am 5. Juli 1971 die Canadian Pacific Railway Company in Canadian Pacific Limited umbenannt. Die Bahngesellschaft wurde als Abteilung unter der Bezeichnung „CP Rail“ geführt. Auch weitere Bereiche wurden vorerst als Abteilungen geführt und nach und nach in eigenständige Unternehmen überführt. Im Rahmen einer Unternehmensreorganisation zum 4. Juli 1996 wurden die Canadian Pacific Limited wieder in Canadian Pacific Railway zurückbenannt. Gleichzeitig wurde eine Canadian Pacific Holdings Limited gegründet, die mit wirksam werden der Reorganisation in Canadian Pacific Limited umbenannt wurde. Die vorhandenen Abteilungen und Tochtergesellschaften (CP Rail, CP Ships, PanCanadian Petroleum, Fording Coal, Marathon Realty und CP Hotels) wurden Tochterunternehmen der neuen Canadian Pacific Limited. Nachdem 1996 Marathon Realty verkauft worden war, erfolgte in den Jahren 2001/2002 die Auflösung der Holding. Die fünf verbliebenen Tochterunternehmen wurden zu unabhängigen Unternehmen.

## Geschäftszweige

### Eisenbahn
Die Canadian Pacific Railway (CP) wurde am 16. Februar 1881 gegründet, um eine transkontinentale Eisenbahn von Ontario nach British Columbia zu bauen. Erster Präsident war George Stephen. Die Bahn wurde 1885 unter der Aufsicht des späteren zweiten Präsidenten William Cornelius Van Horne fertiggestellt.

### Tourismus
CP baute in ganz Kanada verschiedene Luxushotels neben ihren Bahnlinien. Das Mount Stephen House in Field (British Columbia) war 1886 das erste. Es folgten weitere Hotels in den Rocky Mountains sowie in den großen Städten. Im Jahr 2001 wurden die Hotels mit der US-Hotelkette Fairmont Hotels and Resorts fusioniert. Doch die Eisenbahn ist noch heute durch die „CP Stores“ in den Hotels präsent.

### Telekommunikation
Neben den Eisenbahnen baute CP auch Telegraphenleitungen, um die Kommunikation mit abgelegenen Gebieten zu ermöglichen. Die 1894 gegründete „CPR Telegraph Company“ wurde 1960 zur „CNCP“ (Kooperation mit der Hauptkonkurrentin Canadian National Railway). Ein Teil wurde 1984 an „Rogers Communications“ (und gleich anschließend an AT&T Canada) verkauft. 1990 erfolgte die Umbenennung in „Unitel Communications Incorporated“. 1993 ging Unitel im AT&T-Konzern auf und „Rogers“ verkaufte ihre Anteile 1995.

### LKW-Transporte
CP führte Gütertransporte nicht nur mit der Eisenbahn durch, sondern auch auf der Straße. 1882 übernahm sie den Express-Lieferdienst „Dominion Express Company“, die 1926 in „Canadian Pacific Express Company“ umbenannt wurde. Der Betrieb wurde unabhängig von der Eisenbahn durchgeführt und die Gesellschaften stellten gegenseitig Rechnungen für erbrachte Dienstleistungen aus. Nach der Übernahme mehrerer LKW-Unternehmen entstand die „CP Express and Transport“ mit einem ausgedehnten Transportnetz in Kanada und in den Vereinigten Staaten. Nach der Deregulierung der nordamerikanischen LKW-Branche geriet das Unternehmen in finanzielle Schwierigkeiten. Die Angestellten übernahmen 1994 das Unternehmen und führten es in eigener Regie unter dem Namen „Interlink Freight Services“weiter. Doch harte Konkurrenz durch Unternehmen ohne gewerkschaftlich organisierte Angestellte und durch Einzelfirmen führte im Juli 1997 zum Ende des Unternehmens.

### Fluggesellschaft
In den frühen 1940ern übernahm CP zehn lokale Fluggesellschaften und fügte diese 1942 zur Canadian Pacific Air Lines zusammen. Das Flugnetz erschloss den Westen Kanadas und reichte bis in den Fernen Osten. 1968 änderte sich der Name in „CP Air“. Das Unternehmen wurde 1987 mit zwei weiteren Fluggesellschaften zur Canadian Airlines International zusammengeschlossen, die wiederum Ende 1999 von Air Canada übernommen wurde.

### Energie und Bergbau
1883 entdeckten Bauarbeiter der CPR zufälligerweise ein Erdgasvorkommen bei Medicine Hat. 1912 richtete CP in Calgary eine Abteilung für natürliche Ressourcen ein. Diese führte den Handel mit Rechten an Holz, Erdöl, Erdgas und Mineralien durch, verkaufte Land und sorgte für die Ansiedlung von Immigranten in der Nähe der CPR-Bahnlinien.
1958 schuf CP die Canadian Pacific Oil and Gas Company (CPOG), um ihre Schürfrechte für Öl, Gas und Mineralien zu verwalten. 1971 erfolgte die Fusion mit „Central-Del Rio Oils“ zur „PanCanadian“. Das Energiegeschäft wurde 2002 ausgelagert und das Unternehmen fusionierte mit der Alberta Energy Corporation zu EnCana.
Fording Coal, ein von der Canadian National Railway übernommenes Kohlebergbauunternehmen wurde 2002 ebenfalls ausgelagert und firmiert heute unter dem Namen „Fording Coal-Canadian Coal Trust“.

### Schifffahrt
1883 begann der Güterverkehr mit Dampffrachtern auf den Großen Seen, 1886 auf dem Pazifik. Die Reederei CP Ships wurde am 28. April 1891 gegründet und nahm 1903 den Schiffsverkehr auf dem Atlantik auf. Nachdem der Passagierverkehr wegen der zunehmenden Konkurrenz durch Fluggesellschaften an Bedeutung eingebüßt hatte, konzentrierte sich das Unternehmen auf den Frachtverkehr. 2001 wurde CP Ships aus dem Konzern ausgelagert und war seither ein eigenständiges Unternehmen. Im Oktober 2005 übernahm der deutsche TUI-Konzern die Aktienmehrheit um CP Ships mit seinem Tochterunternehmen der Reederei Hapag-Lloyd zu verschmelzen.

### Grundbesitz
1962 wurde die Canadian Pacific Investments gegründet um den Grundbesitz der Bahngesellschaft besser vermarkten zu können. 1980 wurde das Unternehmen in Canadian Pacific Enterprises Ltd. umbenannt und ging 1985 in die CP Limited auf.

## Unternehmensleitung

### Präsident
- 1972–6. Mai 1981: Frederick S. Burbidge[2]
- 6. Mai 1981–1990: William W. Stinson (ab 1986 Chief Executive Officer)
- 1990–1995: James F. Hankinson
- 1995–2001 David P. O’Brien

### Chairman und CEO
- 1971–3. Mai 1972: Norris Roy Crump
- 3. Mai 1972–6. Mai 1981: Ian David Sinclair (auch Chief Executive Officer)
- 6. Mai 1981–1986: Fred S. Burbidge (auch Chief Executive Officer)
- 86–91: Robert W. Campbell[3]
- 1991–1996 William Stinson (auch Chief Executive Officer)
- 1996–2001 David P. O’Brien (auch Chief Executive Officer)

## Unternehmenssitz
Sitz des Unternehmens war bis 1995 Montreal und wurde dann nach Calgary verlegt.